# 1805 aux États-Unis
Pour des articles plus généraux, voir Chronologie des États-Unis et 1805.
Chronologie des États-Unis
- 1801
- 1802
- 1803
- 1804
- 1805
- 1806
- 1807
- 1808
- 1809

Cette page concerne des événements d'actualité qui se sont produits durant l'année 1805 du calendrier grégorien aux États-Unis.

## Gouvernement
- Président : Thomas Jefferson (Républicain-Démocrate).
- Vice-président : Aaron Burr (Républicain-Démocrate) puis George Clinton (Républicain-Démocrate) à partir du 4 mars.
- Secrétaire d'État : James Madison.
- Chambre des représentants - Président : Nathaniel Macon (Républicain-Démocrate).

## Événements

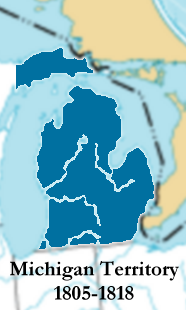
Le territoire du Michigan tel que définit par la loi du 11 janvier 1805.

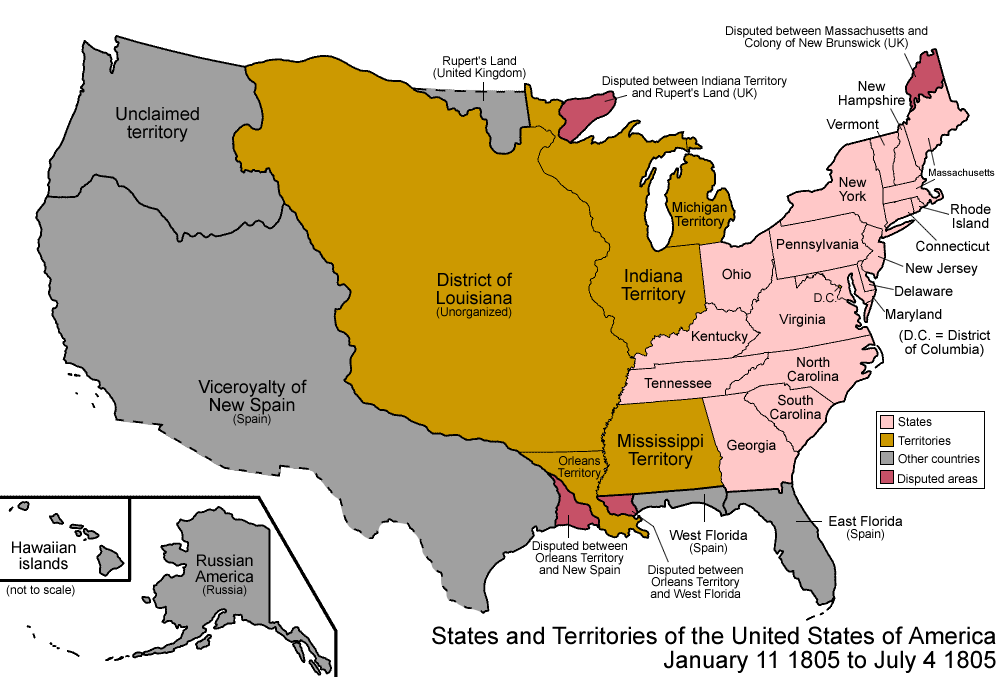
11 janvier - 4 juillet 1805

- 11 janvier : le Territoire du Michigan est séparé du Territoire de l'Indiana et inclut la totalité de la péninsule inférieure de l'actuel Michigan, mais seulement la pointe est de la péninsule supérieure[1].
- 4 mars : cérémonie d'investiture à Washington D.C. du président des États-Unis, Thomas Jefferson.
- 27 avril - 13 mai, Guerre de Tripoli : première bataille terrestre des États-Unis sur un sol étranger après la Guerre d'indépendance des États-Unis. Des marines et des mercenaires Berbères attaquent la ville de Derna.
- 4 juin, Guerre de Tripoli : un traité de paix est signé, l'administration de Thomas Jefferson accepte de payer une rançon de soixante mille dollars contre des prisonniers américains mais les États-Unis sont libérés de l’obligation de payer tribut aux Tripolitains. À compter de cette date, une escadre américaine mouillera en Méditerranée en permanence, exception faite de la période de la guerre de Sécession[2].
- 11 juin : Détroit subi un incendie dévastateur.
- 4 juillet : le District de la Louisiane est organisé et devient le Territoire de Louisiane[3]. 4 juillet 1805 - 1er mars 1809

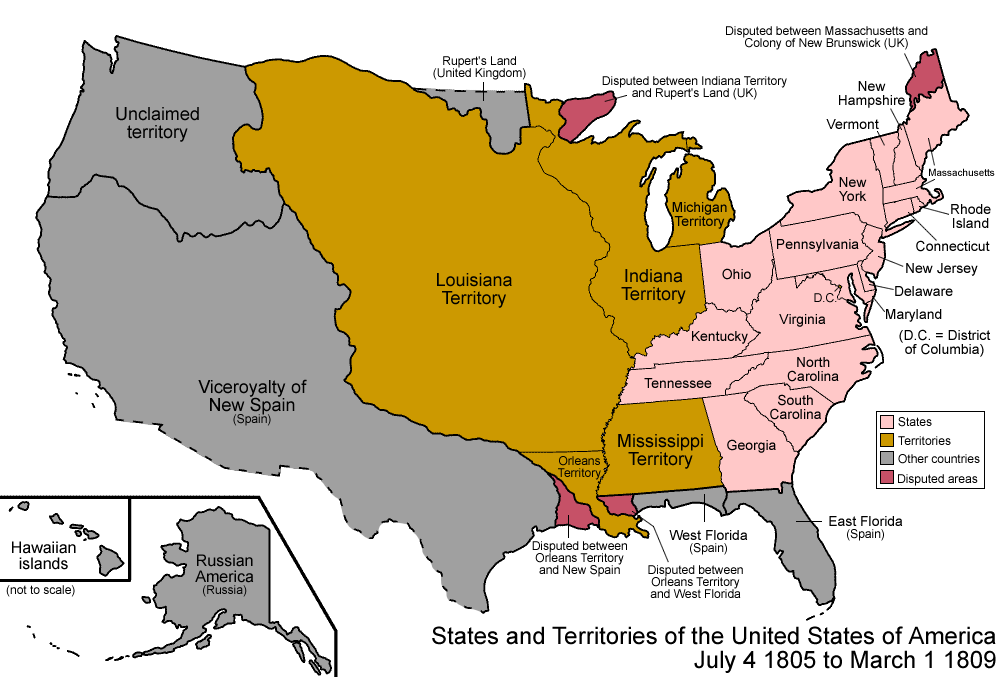
4 juillet 1805 - 1er mars 1809

- 9 août : James Wilkinson ordonne à Zebulon Pike de trouver la source du Mississippi.
- Novembre : Conspiration de Burr. L’ancien vice-président des États-Unis Aaron Burr est soupçonné de tenter de créer dans le Sud-Ouest un État indépendant dont il assurerait la royauté, et aurait des visées sur le Mexique. Il sera acquitté en l’absence de preuves en 1807.
- 7 novembre : Lewis et Clark atteignent le Pacifique[4].

## Naissances
- 15 juin : William Butler Ogden, (décède le 3 août 1877), était un homme politique qui fut le premier maire de la ville de Chicago de 1837 à 1838.

#### Articles généraux
- Histoire des États-Unis de 1776 à 1865
- Évolution territoriale des États-Unis
- Histoire de la Louisiane
- Réfugiés français de Saint-Domingue en Amérique

#### Articles sur l'année 1805 aux États-Unis
- Conspiration de Burr
- Expédition Lewis et Clark
- Guerre de Tripoli